# Ziegelheim

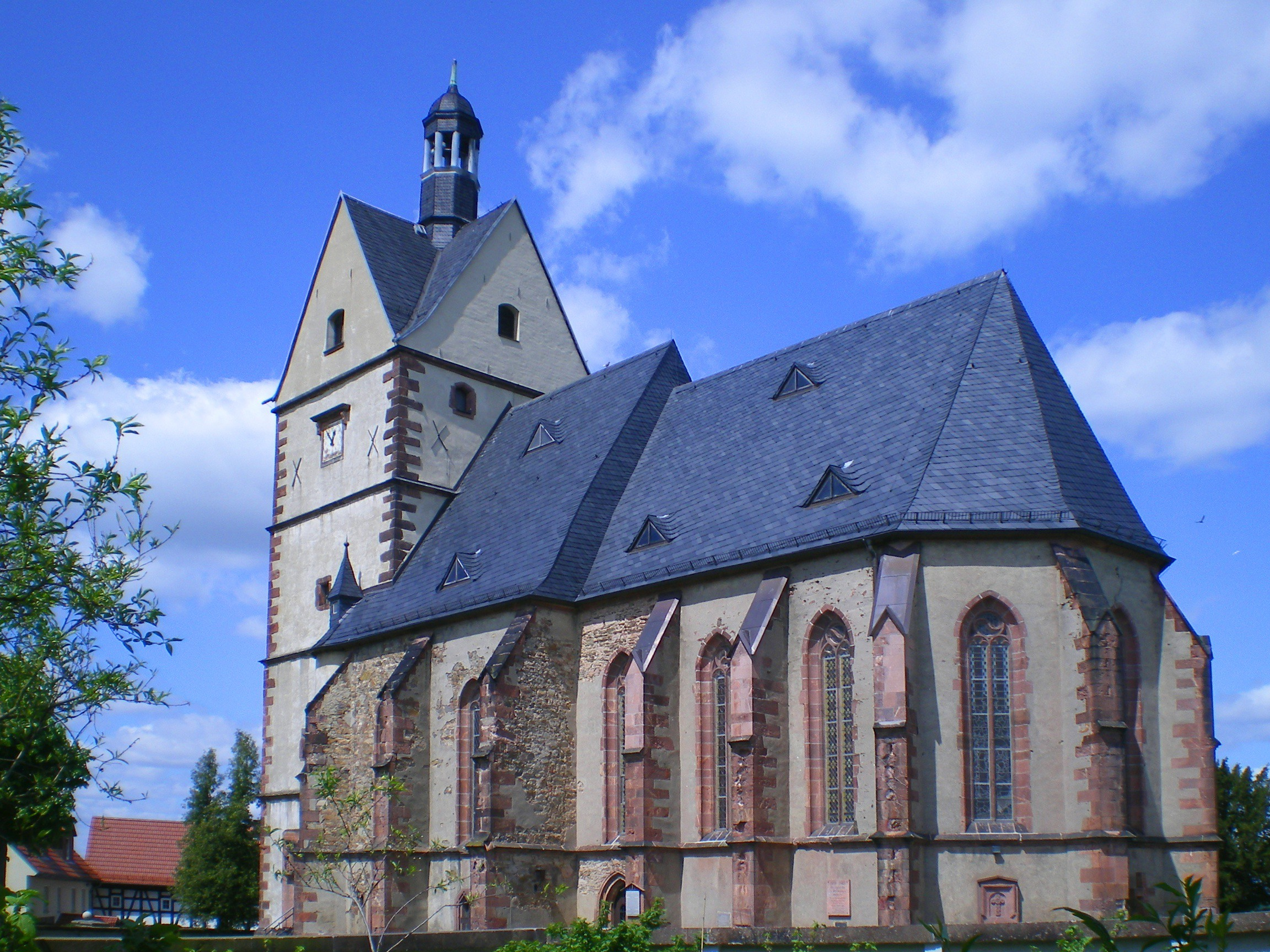
Maria Bedevaartskerk van Ziegelheim

Ziegelheim is een gemeente in de Duitse deelstaat Thüringen, en maakt deel uit van de Landkreis Altenburger Land.
Ziegelheim telt  inwoners.